# Хронология отмены рабства и крепостного права по странам

## Условные обозначения
Рабство введено (либо узаконен принудительный труд). 
 Рабство отменено частично (сохранились какие-либо формы рабовладения, такие как крепостное право). 
 Рабство полностью отменено (во всех формах и на всей территории). 
курсивом обозначены зависимые территории, далее в скобках указана их принадлежность.

## Древний мир
| Год                  | Страна             | Статус            | Причина | Примечание                                                                                                   |
| -------------------- | ------------------ | ----------------- | ------- | --- |
| кон. VIII в. до н.э. | Египет             | Частично отменено |         | Бокхорис отменяет долговое рабство для египтян на подконтрольных XXIV династии территориях на севере страны. |
| нач. VI в. до н.э.   | Афины              | Частично отменено |         | Солон отменяет долговое рабство и освобождает всех афинских граждан, которые находились в рабстве.           |
| 539 до н.э.          | Держава Ахеменидов | Частично отменено |         | [ 1 ] |
| 376 до н.э.          | Римская республика | Частично отменено |         | |
| III в. до н.э.       | Империя Маурьев    | Частично отменено |         | Ашока объявил об отмене работорговли и призвал господ хорошо обращаться со своими рабами.                    |
| 221—206 до н.э.      | Династия Цинь      | Частично отменено |         | |
| 9—12                 | Династия Синь      | Частично отменено |         | |

## Средние века и раннее Новое время
Примечание: большинство реформ по отмене рабства были отменены в последующие столетия.
| Год      | Страна                                          | Статус                                  | Причина                                     | Примечание |
| -------- | ----------------------------------------------- | --------------------------------------- | ------------------------------------------- | --- |
| ок. 500  | Ирландия                                        | Работорговля запрещена                  |                                             | Рабство (или по крайней мере работорговля) на некоторое время отменено на территории Ирландии, но было вновь восстановлено в IX веке. |
| 960      | Венецианская республика                         | Работорговля запрещена                  |                                             | Пьетро IV Кандиано через год после своего избрания вновь созывает народное вече, которое запрещает работорговлю в городах-государствах Италии. |
| 1080     | Англия                                          | Работорговля ограничена                 |                                             | Вильгельм Завоеватель ограничил вывоз рабов из Англии и Нормандии, запретив продажу любого человека в рабство «язычникам» (нехристианам). |
| 1080     | Нормандия                                       | Работорговля ограничена                 |                                             | Вильгельм Завоеватель ограничил вывоз рабов из Англии и Нормандии, запретив продажу любого человека в рабство «язычникам» (нехристианам). |
| 1100     | Нормандия                                       | Крепостное право отменено               |                                             | [ 4 ] |
| 1102     | Лондон (англ.)                                  | Работорговля ограничена                 | Совет Церквей Лондона 1102 года             | Ансельм Кентерберийский призвал запретить работорговлю, рабовладение и крепостное право. В целом запрет распространялся лишь на вывоз английских рабов в Ирландию и никак не улучшил положение рабов, которыми владела сама Католическая церковь. При этом в самой Англии рабство просуществовало ещё целое столетие. |
| 1117     | Исландия                                        | Рабство отменено ·                      |                                             | На несколько столетий рабство было отменено Впоследствии было восстановлено как вистарбанд, которое в различных формах существовало с 1490 по 1894 год. |
| 1214     | Корчула                                         | Рабство отменено ·                      | Корчуланский устав                          | [ 9 ] |
| 1215     | Англия                                          | Частично отменено                       | Великая хартия вольностей (Хабеас корпус)   | Рабство было отменено на территории Англии, но крепостное право при этом сохранялось. |
| ок. 1220 | Священная Римская империя                       | Частично отменено                       | Саксонское зерцало                          | [ 10 ] |
| 1256     | Священная Римская империя                       | Частично отменено                       | Либер парадисус                             | Запрет рабства и работорговли, крепостного права в Болонье, все рабы на её территории освобождались. |
| 1274     | Норвегия                                        | Рабство отменено ·                      | Закон о земле                               | В 1319 году Норвегия вошла в состав Швеции, где рабство официально существовало до середины XIV века. |
| 1290     | Англия                                          | Частично отменено                       | Quia Emptores                               | |
| 1315     | Франция (без колоний)                           | Частично отменено                       |                                             | Людовик X провозглашает отмену рабства на территориальной материковой части страны. Однако во французском Средиземноморье рабство в различных формах просуществовало до XVII века, а в некоторых колониях — до середины XIX. Крепостное право по большей мере было отменено между 1315 и 1318 годами. |
| 1335     | Швеция (вместе с Финляндией)                    | Частично отменено                       |                                             | Рабство отменено на территории Швеции и входившей в её состав Финляндии. Однако ввоз рабов в страну продолжался до 1813 года. На протяжении XVIII—XIX вв. рабство сохранялось во владении Сен-Бартелеми на Карибских островах. |
| 1347     | Польша                                          | Крепостное право отменено               | Вислицкий статут                            | [ 15 ] |
| 1368     | Империя Мин                                     | Частично отменено                       |                                             | Хунъу объявляет об отмене всех форм рабства, однако рабство в Китае сохранилось. В последующие годы для ограничения рабства (без его полного запрета) вводились ограничения на число домашних рабов и дополнительные налоги для рабовладельцев. |
| 1416     | Дубровницкая республика                         | Рабство отменено ·                      |                                             | Рабство и работорговля отменены. |
| 1435     | Канарские острова                               | Частично отменено                       | Sicut Dudum                                 | Евгений IV под страхом отлучения от церкви запрещает обращение христиан в рабство на Канарских островах. Запрет не коснулся коренного населения, которое в большинстве своём не исповедовало христианство. |
| 1477     | Кастилия                                        | Частично отменено                       |                                             | Изабелла I запрещает рабство на завоёванных землях. |
| 1486     | Арагонская корона                               | Крепостное право отменено               | Решение арбитражного суда Гваделупы         | |
| 1496     | Польша                                          | Крепостное право введено ·              | Пётрковский статут                          | |
| 1497     | Великое княжество Московское                    | Крепостное право частично введено ·     | Судебник 1497 года                          | Судебник 1497 года стал первым российским законом, регламентирующим начавшееся закрепощение крестьян. Отныне крестьянин мог уйти от своего хозяина только в строго определённый срок. Юрьев день (26 ноября) — дата, с которой на Руси связывалось осуществление права перехода крестьян от феодала к феодалу, так как к этому времени завершался годовой цикл сельскохозяйственных работ и происходил расчёт по денежным и натуральным обязанностям крестьян в пользу их владельцев. В общегосударственном масштабе крестьянский выход был ограничен в Судебнике 1497 г. двухнедельным периодом — по неделе до и после Юрьева дня. |
| 1514     | Венгрия                                         | Крепостное право введено ·              | Трипартитум                                 | |
| 1542     | Испания                                         | Частично отменено                       | Новые законы                                | 20 ноября 1542 года Карлос I утвердил закон против порабощения американских индейцев. Однако эксплуатация продолжилась в других формах, таких как репартимьенто. Торговля африканскими рабами продолжалась. |
| 1574     | Англия                                          | Крепостное право отменено               |                                             | Последний крепостной-англичанин освобождён указом Елизаветы I. |
| 1588     | Речь Посполитая                                 | Частично отменено                       |                                             | Законом было запрещено рабство, но не запрещено крепостничество. |
| 1590     | Япония                                          | Рабство отменено ·                      |                                             | Тоётоми Хидэёси запрещает рабство, оставляя при этом каторгу. |
| 1592?    | Русское царство                                 | Крепостное право введено? ·             | Указ Бориса Годунова?                       | По мнению русского историка В. Н. Татищева крестьяне были закрепощены Борисом Годуновым в 1592 году, но после его смерти текст документа был утерян и так до сих пор не найден. В преамбуле Уложения царя Василия Шуйского о крестьянах 1607 года было записано. «при царе Иоанне Васильевиче… крестьяне выход имели вольный, а царь Федор Иоаннович, по наговору Бориса Годунова, не слушая совета старейших бояр, выход крестьянам заказал и, у кого колико тогда крестьян было, книги учинил…». Однако документ не сохранился, остался лишь только его пересказ Татищева. Тезис о закрепощении крестьян царём Фёдором подтверждается письмом царю, написанным в 1595 году старцами Пантелеймоновского монастыря. «Ныне по нашему (царя Фёдора. — Р. С.) указу крестьянам и бобылям выходу нет» |
| 1595     | Португалия                                      | Работорговля ограничена                 |                                             | Торговля китайскими рабами запрещена. |
| 1624     | Португалия                                      | Частично отменено                       |                                             | Обращение китайцев в рабство запрещено. |
| 1649     | Русское царство                                 | Крепостное право введено окончательно · | Соборное уложение 1649 года                 | Бессрочный сыск беглых крестьян. |
| 1652     | Род-Айленд (англ.)                              | Рабство отменено ·                      |                                             | Первая английская колония в Северной Америке, запретившая рабство 18 мая 1652 года. |
| 1683     | Чили (исп.)                                     | Рабство отменено ·                      |                                             | Пленные мапуче освобождены. |
| 1687     | Флорида (исп.)                                  | Частично отменено                       |                                             | Рабам, сбежавшим из британских колоний обещана свобода после обращения в католичество и четырёх лет военной службы. |
| 1701     | Англия                                          | Частично отменено                       |                                             | Высший суд Англии освободил всех рабов, которые прибывали в страну. |
| 1715     | Северная Каролина (брит.)                       | Работорговля ограничена                 | Ямасийская война                            | |
| 1715     | Южная Каролина (брит.)                          | Работорговля ограничена                 | Ямасийская война                            | |
| 1723     | Российская империя                              | Частично отменено                       |                                             | Пётр I отменяет холопство на Руси, при этом крепостное право сохранилось до середины XIX века. |
| 1766     | Испания                                         | Частично отменено                       |                                             | Султан Марокко Мохаммед III бен Абдаллах выкупил и освободил всех рабов-мусульман из Севильи, Кадиса и Барселоны. |
| 1772     | Великобритания (без колоний)                    | Частично отменено                       | Сомерсет против Стюарта                     | |
| 1775     | США                                             | Работорговля ограничена                 | Американская революция                      | Трансатлантическая работорговля приостановлена из-за войны с Великобританией. Возобновлена в 1783 году после заключения Парижского мира. |
| 1777     | Вермонт                                         | Частично отменено                       | Конституция Вермонта 1777 года              | Запрет не соблюдался строго. |
| 1778     | Шотландия (брит.)                               | Рабство отменено ·                      |                                             | |
| 1780     | Пенсильвания (США)                              | Рабство отменено ·                      | An Act for the Gradual Abolition of Slavery | |
| 1783     | Габсбургская монархия                           | Частично отменено                       |                                             | Иосиф II отменяет рабство в Буковине. |
| 1783     | Массачусетс (США)                               | Рабство отменено ·                      | Дело Куока Уолкера                          | Верховный суд Массачусетса признал рабство незаконным, основываясь на Конституции штата Массачусетс 1780 года. Все рабы были освобождены. |
| 1783     | Нью-Гемпшир (США)                               | Частично отменено                       |                                             | Переход к постепенной отмене рабства. |
| 1783     | Крым (рос.)                                     | Рабство отменено ·                      | Присоединение Крыма к Российской империи    | [ 28 ] |
| 1783     | Бывщая Гетманщина (Левобережная Украина) (рос.) | Крепостное право введено ·              | Указ Екатерины II                           | Восстанавливается крепостничество на территориях, где оно фактически прекратило существовавние после восстания Хмельницкого. |
| 1784     | Коннектикут (США)                               | Частично отменено                       |                                             | Переход к постепенной отмене рабства. Первоначально освобождены дети рабов, а затем и сами рабы. |
| 1784     | Род-Айленд (США)                                | Частично отменено                       |                                             | Переход к постепенной отмене рабства. |
| 1785     | Венгрия                                         | Крепостное право отменено ·             |                                             | |
| 1787     | Сьерра-Леоне (брит.)                            | Рабство отменено ·                      |                                             | Основана британскими властями как колония для освобождённых рабов. |
| 1788     | Дания                                           | Крепостное право отменено ·             |                                             | |

## Новое время
| Год  | Страна                                                                        | Статус                        | Причина                                                                          | Примечание |
| ---- | ----------------------------------------------------------------------------- | ----------------------------- | -------------------------------------------------------------------------------- | --- |
| 1789 | Франция                                                                       | Крепостное право отменено ·   |                                                                                  | Последние маноры упразднены. |
| 1791 | Франция                                                                       | Частично отменено             | Великая французская революция                                                    | Освобождено второе поколение рабов в колониях. |
| 1793 | Верхняя Канада (брит.)                                                        | Частично отменено             | Акт против рабства                                                               | Первая британская колония, отменившая рабство. Первоначально законом запрещён ввоз рабов. |
| 1793 | Сан-Доминго (фр.)                                                             | Рабство отменено ·            | Великая французская революция                                                    | Гражданский комиссионер Леже-Фелисите Сонтона отменят рабство в северной части острова. 22 сентября того же года его коллега Этьен Полверель отменяет рабство на остальной территории. Рабство восстановлено Наполеоном в 1802 году. |
| 1794 | Франция                                                                       | Рабство отменено ·            | Великая французская революция                                                    | Рабство отменено на территории Франции и всех её владениях. |
| 1797 | Российская империя                                                            | Крепостное право ограничено   | Манифест о трёхдневной барщине                                                   | Ограничил срок работы крепостного крестьянина на помещика тремя днями в неделю. Однако Манифест имел рекомендательный характер. |
| 1798 | Мальта                                                                        | Рабство отменено ·            |                                                                                  | Рабство на острове запрещено Наполеоном после оккупации французскими войсками. |
| 1798 | Гельветическая республика                                                     | Крепостное право отменено ·   |                                                                                  | |
| 1800 | США                                                                           | Работорговля ограничена       | Закон о работорговле 1800 года                                                   | |
| 1802 | Франция                                                                       | Восстановлено в колониях ·    |                                                                                  | [ 35 ] |
| 1803 | Огайо (США)                                                                   | Рабство отменено ·            |                                                                                  | |
| 1803 | Датско-норвежская уния                                                        | Работорговля ограничена       |                                                                                  | С 1 января 1803 года работорговля через Атлантику прекращена. |
| 1803 | Нижняя Канада (брит.)                                                         | Рабство отменено ·            |                                                                                  | |
| 1804 | Гаити                                                                         | Рабство отменено ·            | Победа Гаитянской революции                                                      | Рабство отменено с провозглашением независимости от Франции. |
| 1804 | Нью-Джерси (США)                                                              | Рабство отменено ·            |                                                                                  | Последний из северных штатов, отменивший рабство. |
| 1804 | Сербия                                                                        | Рабство отменено ·            | Первое сербское восстание                                                        | Все местные рабы освобождены. Рабство восстановлено в 1813 году после поражения восставших. |
| 1807 | Варшавское герцогство                                                         | Крепостное право отменено ·   | Конституция                                                                      | [ 38 ] |
| 1807 | Великобритания                                                                | Работорговля запрещена        | Акт о запрете работорговли                                                       | Британский Парламент принял закон, ставящий вне закона работорговлю в колониях. Рабство в колониях было окончательно отменено в 1833 году. В тому же году королевский флот начал операцию против работорговли на побережье Западной Африки и освободил к 1865 году около 150 тыс. рабов.                                                                          |
| 1807 | Мичиган (США)                                                                 | Рабство отменено ·            |                                                                                  | [ 40 ] |
| 1810 | Новая Испания (исп.)                                                          |                               |                                                                                  | Лидер народно-освободительного движения Мигель Идальго потребовал отмены рабства. |
| 1807 | Пруссия                                                                       | Крепостное право отменено ·   | Реформы Штейна и Гарденберга                                                     | [ 38 ] |
| 1813 | Шведско-норвежская уния (без колоний)                                         | Работорговля запрещена        |                                                                                  | [ 41 ] |
| 1814 | Нидерланды (без колоний)                                                      | Работорговля запрещена        |                                                                                  | |
| 1815 | Австрия                                                                       | Подписано соглашение          | Венский конгресс                                                                 | [ 42 ] |
| 1815 | Великобритания                                                                | Подписано соглашение          | Венский конгресс                                                                 | [ 42 ] |
| 1815 | Испания                                                                       | Подписано соглашение          | Венский конгресс                                                                 | [ 42 ] |
| 1815 | Португалия                                                                    | Подписано соглашение          | Венский конгресс                                                                 | [ 42 ] |
| 1815 | Пруссия                                                                       | Подписано соглашение          | Венский конгресс                                                                 | [ 42 ] |
| 1815 | Россия                                                                        | Подписано соглашение          | Венский конгресс                                                                 | [ 42 ] |
| 1815 | Франция                                                                       | Подписано соглашение          | Венский конгресс                                                                 | [ 42 ] |
| 1815 | Шведско-норвежская уния                                                       | Подписано соглашение          | Венский конгресс                                                                 | [ 42 ] |
| 1816 | Эстляндия (рос.) — современная Эстония                                        | Крепостное право отменено ·   | Положение об эстляндских крестьянах                                              | |
| 1817 | Курляндия (рос.) — современная Латвия                                         | Крепостное право отменено ·   | Положение о курляндских крестьянах                                               | |
| 1817 | Соединённые провинции Южной Америки                                           | Частично отменено             |                                                                                  | [ 31 ] |
| 1818 | Франция                                                                       | Работорговля запрещена        |                                                                                  | |
| 1818 | Великобритания                                                                | Подписано соглашение          | Двусторонний договор об отмене работорговли.                                     | [ 43 ] |
| 1818 | Испания                                                                       | Подписано соглашение          | Двусторонний договор об отмене работорговли.                                     | [ 43 ] |
| 1818 | Великобритания                                                                | Подписано соглашение          | Двусторонний договор об отмене работорговли.                                     | [ 43 ] |
| 1818 | Португалия                                                                    | Подписано соглашение          | Двусторонний договор об отмене работорговли.                                     | [ 43 ] |
| 1819 | Лифляндия (рос.) — современная Латвия (северная часть), Эстония (южная часть) | Крепостное право отменено ·   | Положение о лифляндских крестьянах (1819)                                        | |
| 1820 | Индиана (США)                                                                 | Рабство отменено ·            | Полли против Ласселла                                                            | |
| 1820 | Испания                                                                       | Работорговля запрещена        |                                                                                  | [ 44 ] [ 45 ] |
| 1820 | США                                                                           | Частично отменено             | Миссурийский компромисс                                                          | |
| 1821 | Великая Колумбия                                                              | Частично отменено             |                                                                                  | [ 46 ] |
| 1821 | Мексика                                                                       | Частично отменено             | План Игуалы                                                                      | [ 31 ] |
| 1822 | Греция                                                                        | Рабство отменено ·            | Провозглашение независимости от Османской империи                                | |
| 1823 | Чили                                                                          | Рабство отменено ·            |                                                                                  | [ 37 ] |
| 1824 | Мексика                                                                       | Частично отменено             | Конституция Мексиканских Соединённых Штатов 1824 года                            | |
| 1824 | Соединённые провинции Центральной Америки                                     | Рабство отменено ·            |                                                                                  | |
| 1825 | Уругвай                                                                       | Работорговля ограничена       |                                                                                  | Запрещён ввоз рабов. |
| 1829 | Мексика                                                                       | Рабство отменено ·            |                                                                                  | Последние чернокожие рабы освобождены после избрания президента Висенте Герреро, имевшего африкано-филиппинское происхождение. |
| 1830 | Уругвай                                                                       | Рабство отменено ·            |                                                                                  | |
| 1831 | Боливия                                                                       | Рабство отменено ·            |                                                                                  | |
| 1833 | Великобритания                                                                | Рабовладение запрещено        |                                                                                  | |
| 1833 | Российская империя                                                            | Крепостное право ограничено   | указ Николая I от 2 (14) мая                                                     | Запрещал продавать крепостных крестьян с публичного торга и отбирать у них наделы, если они имелись. |
| 1835 | Перу                                                                          | Рабство введено ·             |                                                                                  | |
| 1835 | Сейшельские Острова                                                           | Рабство отменено ·            |                                                                                  | [ 48 ] |
| 1836 | Республика Техас                                                              | Рабство введено ·             |                                                                                  | |
| 1846 | Тунис                                                                         | Рабство отменено ·            |                                                                                  | |
| 1847 | Османская империя                                                             | Отменено                      |                                                                                  | |
| 1848 | Австрия                                                                       | Крепостное право отменено ·   |                                                                                  | |
| 1848 | Датская Вест-Индия                                                            | Рабство отменено ·            |                                                                                  | |
| 1848 | Франция                                                                       | Рабство отменено в колониях · |                                                                                  | Габон основан как поселение для освобождённых рабов. |
| 1848 | Великобритания                                                                | Подписано соглашение          | Двусторонний договор об отмене работорговли                                      | |
| 1848 | Маскат                                                                        | Подписано соглашение          | Двусторонний договор об отмене работорговли                                      | |
| 1849 | Великобритания                                                                | Подписано соглашение          | Двусторонний договор об отмене работорговли                                      | |
| 1849 | Договорный Оман                                                               | Подписано соглашение          | Двусторонний договор об отмене работорговли                                      | |
| 1850 | США                                                                           | Рабство не отменено ·         | Закон о беглых рабах                                                             | Закон разрешал поиск и задержание беглых рабов на территориях, где рабство было уже отменено. |
| 1850 | Бразилия                                                                      | Частично отменено             | Закон Эйсебио де Кеироса (Закон 581 от 4 сентября 1850 года)                     | |
| 1851 | Новая Гранада                                                                 | Рабство отменено ·            |                                                                                  | |
| 1851 | Тайпинское Небесное Царство                                                   | Рабство отменено ·            | Восстание тайпинов                                                               | |
| 1851 | Эквадор                                                                       | Рабство отменено ·            |                                                                                  | |
| 1852 | Гавайи                                                                        | Крепостное право отменено ·   | Конституция Королевства Гавайи 1852 года                                         | см. документ |
| 1853 | Аргентина                                                                     | Рабство отменено ·            |                                                                                  | |
| 1854 | Перу                                                                          | Рабство отменено ·            |                                                                                  | |
| 1854 | Венесуэла                                                                     | Рабство отменено ·            |                                                                                  | |
| 1855 | Молдова                                                                       | Рабство отменено ·            |                                                                                  | |
| 1857 | США                                                                           | Рабство не отменено ·         | Дред Скотт против Сэндфорда                                                      | |
| 1860 | Британская Индия (брит.)                                                      | Рабство отменено ·            |                                                                                  | |
| 1861 | Россия                                                                        | Крепостное право отменено ·   | Отмена крепостного права в России                                                | см. статью |
| 1862 | Куба (исп.)                                                                   | Работорговля отменена         |                                                                                  | |
| 1862 | Округ Колумбия (США)                                                          | Рабство отменено ·            |                                                                                  | 16 апреля Конгресс отменяет рабство в округе Колумбия. |
| 1862 | Великобритания                                                                | Подписано соглашение          | Двусторонний договор об отмене работорговли                                      | |
| 1862 | США                                                                           | Подписано соглашение          | Двусторонний договор об отмене работорговли                                      | |
| 1863 | Нидерланды                                                                    | Рабство отменено в колониях · |                                                                                  | - Нидерландская Гвиана (ныне Суринам) — 33 000; - Нидерландские Антильские острова — 12 000; - Голландская Ост-Индия (ныне Индонезия) — неизвестно; |
| 1864 | Царство Польское (рос.)                                                       | Крепостное право отменено ·   | Указ об устройстве крестьян Царства Польского                                    | |
| 1865 | США                                                                           | Рабство отменено ·            | Тринадцатая поправка к Конституции США                                           | Освобождены оставшиеся 40 000 рабов за исключением каторжников. |
| 1866 | Индейская территория (США)                                                    | Рабство отменено ·            |                                                                                  | |
| 1867 | США                                                                           | Пеонаж запрещён ·             | Акт о пеонаже 1867 года                                                          | |
| 1869 | Португалия                                                                    | Рабство отменено ·            | Король Луиш I отменяет рабство во всех португальских территориях и колониях.     | По состоянию на 1869 год в состав португальской империи входили: - Макао (ныне часть КНР) - Острова Зелёного мыса (ныне Кабо-Верде) - Португальская Гвинея (ныне Гвинея-Бисау) - Португальская Восточная Африка (ныне Мозамбик) - Португальская Западная Африка (ныне Ангола) - Сан-Томе и Принсипи                                                               |
| 1868 | Куба (исп.)                                                                   | Рабство отменено ·            | Десятилетняя война                                                               | |
| 1869 | Парагвай                                                                      | Рабство отменено ·            |                                                                                  | |
| 1870 | Абхазское княжество                                                           | Крепостное право отменено ·   | Крестьянская реформа в России                                                    | В 1864 году было упразднено Абхазское княжество. Попытки проведения, во временно образованном на месте княжества Сухумском военном отделе, крестьянской реформы в 1866 году вылилось в восстание с попыткой реставрации Абхазского княжества. К 1870 году, разобравшись в хитросплетениях местных сословий, российские власти провели новую крестьянскую реформу. |
| 1871 | Бразилия                                                                      | Частично отменено             | Закон Риу-Бранку                                                                 | |
| 1873 | Пуэрто-Рико (исп.)                                                            | Рабство отменено ·            |                                                                                  | |
| 1873 | Великобритания                                                                | Подписано соглашение          | Трёхсторонний договор об отмене работорговли                                     | |
| 1873 | Королевство Имерина                                                           | Подписано соглашение          | Трёхсторонний договор об отмене работорговли                                     | |
| 1873 | Занзибар                                                                      | Подписано соглашение          | Трёхсторонний договор об отмене работорговли                                     | |
| 1874 | Золотой берег (брит.)                                                         | Рабство отменено ·            |                                                                                  | |
| 1879 | Болгария                                                                      | Рабство отменено ·            |                                                                                  | Рабство отменено после обретения независимости от Османской империи в 1879 году. |
| 1882 | Османская империя                                                             | Рабство отменено ·            |                                                                                  | |
| 1884 | Камбоджа (фр.)                                                                | Рабство отменено ·            |                                                                                  | |
| 1886 | Куба (исп.)                                                                   | Рабство отменено ·            |                                                                                  | |
| 1888 | Бразилия                                                                      | Рабство отменено ·            | Золотой закон (Бразилия)                                                         | см. статью |
| 1889 | Италия                                                                        | Рабство отменено ·            | Дело Джузеппины Бахиты                                                           | см. статью |
| 1890 | Австро-Венгрия                                                                | Подписано соглашение          | Генеральный акт Брюссельской конференции (от 2 июля 1890 года)                   | |
| 1890 | Бельгия                                                                       | Подписано соглашение          | Генеральный акт Брюссельской конференции (от 2 июля 1890 года)                   | |
| 1890 | Великобритания                                                                | Подписано соглашение          | Генеральный акт Брюссельской конференции (от 2 июля 1890 года)                   | |
| 1890 | Германия                                                                      | Подписано соглашение          | Генеральный акт Брюссельской конференции (от 2 июля 1890 года)                   | |
| 1890 | Дания                                                                         | Подписано соглашение          | Генеральный акт Брюссельской конференции (от 2 июля 1890 года)                   | |
| 1890 | Занзибар                                                                      | Подписано соглашение          | Генеральный акт Брюссельской конференции (от 2 июля 1890 года)                   | |
| 1890 | Испания                                                                       | Подписано соглашение          | Генеральный акт Брюссельской конференции (от 2 июля 1890 года)                   | |
| 1890 | Италия                                                                        | Подписано соглашение          | Генеральный акт Брюссельской конференции (от 2 июля 1890 года)                   | |
| 1890 | Конго                                                                         | Подписано соглашение          | Генеральный акт Брюссельской конференции (от 2 июля 1890 года)                   | |
| 1890 | Нидерланды                                                                    | Подписано соглашение          | Генеральный акт Брюссельской конференции (от 2 июля 1890 года)                   | |
| 1890 | Османская империя                                                             | Подписано соглашение          | Генеральный акт Брюссельской конференции (от 2 июля 1890 года)                   | |
| 1890 | Персия                                                                        | Подписано соглашение          | Генеральный акт Брюссельской конференции (от 2 июля 1890 года)                   | |
| 1890 | Португалия                                                                    | Подписано соглашение          | Генеральный акт Брюссельской конференции (от 2 июля 1890 года)                   | |
| 1890 | Россия                                                                        | Подписано соглашение          | Генеральный акт Брюссельской конференции (от 2 июля 1890 года)                   | |
| 1890 | США                                                                           | Подписано соглашение          | Генеральный акт Брюссельской конференции (от 2 июля 1890 года)                   | |
| 1890 | Франция                                                                       | Подписано соглашение          | Генеральный акт Брюссельской конференции (от 2 июля 1890 года)                   | |
| 1890 | Шведско-норвежская уния                                                       | Подписано соглашение          | Генеральный акт Брюссельской конференции (от 2 июля 1890 года)                   | |
| 1894 | Корея                                                                         | Рабство отменено ·            | Реформа Кабо                                                                     | |
| 1895 | Египет (брит.)                                                                | Рабство отменено ·            |                                                                                  | |
| 1896 | Мадагаскар (фр.)                                                              | Рабство отменено ·            |                                                                                  | |
| 1897 | Занзибар (брит.)                                                              | Рабство отменено ·            |                                                                                  | |
| 1897 | Сиам                                                                          | Работорговля запрещена        |                                                                                  | |
| 1899 | Ндзуани (фр.)                                                                 | Рабство отменено ·            |                                                                                  | |
| 1900 | Гуам (США)                                                                    | Рабство отменено ·            |                                                                                  | |
| 1903 | Французский Судан (фр.)                                                       | Рабство отменено ·            |                                                                                  | |
| 1904 | Великобритания                                                                | Подписано соглашение          | Международный договор о борьбе с торговлей белыми рабынями (от 18 мая 1904 года) | |
| 1904 | Германия                                                                      | Подписано соглашение          | Международный договор о борьбе с торговлей белыми рабынями (от 18 мая 1904 года) | |
| 1904 | Дания                                                                         | Подписано соглашение          | Международный договор о борьбе с торговлей белыми рабынями (от 18 мая 1904 года) | |
| 1904 | Испания                                                                       | Подписано соглашение          | Международный договор о борьбе с торговлей белыми рабынями (от 18 мая 1904 года) | |
| 1904 | Италия                                                                        | Подписано соглашение          | Международный договор о борьбе с торговлей белыми рабынями (от 18 мая 1904 года) | |
| 1904 | Нидерланды                                                                    | Подписано соглашение          | Международный договор о борьбе с торговлей белыми рабынями (от 18 мая 1904 года) | |
| 1904 | Португалия                                                                    | Подписано соглашение          | Международный договор о борьбе с торговлей белыми рабынями (от 18 мая 1904 года) | |
| 1904 | Россия                                                                        | Подписано соглашение          | Международный договор о борьбе с торговлей белыми рабынями (от 18 мая 1904 года) | |
| 1904 | Франция                                                                       | Подписано соглашение          | Международный договор о борьбе с торговлей белыми рабынями (от 18 мая 1904 года) | |
| 1906 | Китай                                                                         | Рабство отменено ·            |                                                                                  | |
| 1907 | Кения (брит.)                                                                 | Рабство отменено ·            |                                                                                  | |
| 1912 | Сиам                                                                          | Рабство отменено ·            |                                                                                  | |
| 1916 | Бутан                                                                         | Работорговля запрещена        |                                                                                  | |

## Новейшее время
| Год                                                                    | Страна                              | Статус                         | Причина                                | Примечание                                                                                     |
| ---------------------------------------------------------------------- | ----------------------------------- | ------------------------------ | -------------------------------------- | ---------------------------------------------------------------------------------------------- |
| 1918                                                                   | Босния и Герцеговина (авст.-венгр.) | Крепостное право отменено ·    |                                        |                                                                                                |
| 1921                                                                   | Непал                               | Рабство отменено ·             |                                        |                                                                                                |
| 1922                                                                   | Марокко (фр.)                       | Рабство отменено ·             |                                        | [ 49 ]                                                                                         |
| 1923                                                                   | Афганистан                          | Рабство отменено ·             | Конституция Афганистана 1923 года      | см. ст. 10                                                                                     |
| 1924                                                                   | Ирак (брит.)                        | Рабство отменено ·             |                                        |                                                                                                |
| Конвенция о рабстве 1926 года (принята Лигой Наций)                    |                                     |                                |                                        |                                                                                                |
| Год                                                                    | Страна                              | Статус                         | Причина                                | Примечание                                                                                     |
| 1927                                                                   | Испания                             | Подписано соглашение           |                                        |                                                                                                |
| 1928                                                                   | Алабама (США)                       | Каторга отменена ·             |                                        | Последний штат США, отменивший каторгу.                                                        |
| 1928                                                                   | Сьерра-Леоне (брит.)                | Рабство отменено ·             |                                        | [ 51 ]                                                                                         |
| 1929                                                                   | Иран                                | Рабство отменено ·             |                                        | [ 52 ]                                                                                         |
| 1936                                                                   | Северная Нигерия (брит.)            | Рабство отменено ·             |                                        | Великобритания официально отменила рабство в своём протекторате.                               |
| 1937                                                                   | Бахрейн                             | Рабство отменено ·             |                                        |                                                                                                |
| 1941                                                                   | США                                 | Каторга отменена ·             |                                        |                                                                                                |
| 1942                                                                   | Эфиопия                             | Рабство отменено ·             |                                        |                                                                                                |
| 1943                                                                   | Франция(окуп. Германия)             | Рабство введено ·              |                                        | Принудительная отправка рабочих в Германию                                                     |
| 1949                                                                   | Кувейт                              | Рабство отменено ·             |                                        |                                                                                                |
| 1953                                                                   | Австралия                           | Подписано соглашение           | Конвенция о рабстве 1926 года          |                                                                                                |
| 1953                                                                   | Великобритания                      | Подписано соглашение           | Конвенция о рабстве 1926 года          |                                                                                                |
| 1953                                                                   | Канада                              | Подписано соглашение           | Конвенция о рабстве 1926 года          |                                                                                                |
| 1953                                                                   | Либерия                             | Подписано соглашение           | Конвенция о рабстве 1926 года          |                                                                                                |
| 1953                                                                   | Новая Зеландия                      | Подписано соглашение           | Конвенция о рабстве 1926 года          |                                                                                                |
| 1953                                                                   | Швейцария                           | Подписано соглашение           | Конвенция о рабстве 1926 года          |                                                                                                |
| 1953                                                                   | ЮАР                                 | Подписано соглашение           | Конвенция о рабстве 1926 года          |                                                                                                |
| 1954                                                                   | Афганистан                          | Подписано соглашение           | Конвенция о рабстве 1926 года          |                                                                                                |
| 1954                                                                   | Австрия                             | Подписано соглашение           | Конвенция о рабстве 1926 года          |                                                                                                |
| 1954                                                                   | Дания                               | Подписано соглашение           | Конвенция о рабстве 1926 года          |                                                                                                |
| 1954                                                                   | Египет                              | Подписано соглашение           | Конвенция о рабстве 1926 года          |                                                                                                |
| 1954                                                                   | Индия                               | Подписано соглашение           | Конвенция о рабстве 1926 года          |                                                                                                |
| 1954                                                                   | Италия                              | Подписано соглашение           | Конвенция о рабстве 1926 года          |                                                                                                |
| 1954                                                                   | Куба                                | Подписано соглашение           | Конвенция о рабстве 1926 года          |                                                                                                |
| 1954                                                                   | Мексика                             | Подписано соглашение           | Конвенция о рабстве 1926 года          |                                                                                                |
| 1954                                                                   | Монако                              | Подписано соглашение           | Конвенция о рабстве 1926 года          |                                                                                                |
| 1954                                                                   | Сирия                               | Подписано соглашение           | Конвенция о рабстве 1926 года          |                                                                                                |
| 1954                                                                   | Швеция                              | Подписано соглашение           | Конвенция о рабстве 1926 года          |                                                                                                |
| 1954                                                                   | Финляндия                           | Подписано соглашение           | Конвенция о рабстве 1926 года          |                                                                                                |
| 1955                                                                   | Греция                              | Подписано соглашение           | Конвенция о рабстве 1926 года          |                                                                                                |
| 1955                                                                   | Израиль                             | Подписано соглашение           | Конвенция о рабстве 1926 года          |                                                                                                |
| 1955                                                                   | Ирак                                | Подписано соглашение           | Конвенция о рабстве 1926 года          |                                                                                                |
| 1955                                                                   | Нидерланды                          | Подписано соглашение           | Конвенция о рабстве 1926 года          |                                                                                                |
| 1955                                                                   | Пакистан                            | Подписано соглашение           | Конвенция о рабстве 1926 года          |                                                                                                |
| 1955                                                                   | Китайская Республика                | Подписано соглашение           | Конвенция о рабстве 1926 года          |                                                                                                |
| 1955                                                                   | Турция                              | Подписано соглашение           | Конвенция о рабстве 1926 года          |                                                                                                |
| 1955                                                                   | Филиппины                           | Подписано соглашение           | Конвенция о рабстве 1926 года          |                                                                                                |
| 1955                                                                   | Эквадор                             | Подписано соглашение           | Конвенция о рабстве 1926 года          |                                                                                                |
| 1956                                                                   | Белорусская ССР                     | Подписано соглашение           |                                        |                                                                                                |
| 1956                                                                   | СССР                                | Подписано соглашение           |                                        |                                                                                                |
| 1956                                                                   | США                                 | Подписано соглашение           |                                        |                                                                                                |
| 1956                                                                   | Южный Вьетнам                       | Подписано соглашение           |                                        |                                                                                                |
| Конвенция об упразднении принудительного труда 1957 года (принята ООН) |                                     |                                |                                        |                                                                                                |
| Год                                                                    | Страна                              | Статус                         | Документ                               | Примечание                                                                                     |
| 1957                                                                   | Албания                             | Подписано соглашение           | Конвенция о рабстве 1926 года          |                                                                                                |
| 1957                                                                   | Бирма                               | Подписано соглашение           | Конвенция о рабстве 1926 года          |                                                                                                |
| 1957                                                                   | Ливия                               | Подписано соглашение           | Конвенция о рабстве 1926 года          |                                                                                                |
| 1957                                                                   | Норвегия                            | Подписано соглашение           | Конвенция о рабстве 1926 года          |                                                                                                |
| 1957                                                                   | Румыния                             | Подписано соглашение           | Конвенция о рабстве 1926 года          |                                                                                                |
| 1957                                                                   | Судан                               | Подписано соглашение           | Конвенция о рабстве 1926 года          |                                                                                                |
| 1958                                                                   | Бутан                               | Рабство отменено ·             |                                        |                                                                                                |
| 1958                                                                   | Венгрия                             | Подписано соглашение           | Конвенция о рабстве 1926 года          |                                                                                                |
| 1958                                                                   | Доминион Цейлон                     | Подписано соглашение           | Конвенция о рабстве 1926 года          |                                                                                                |
| 1959                                                                   | Тибет                               | Крепостное право отменено ·    | Тибетское восстание                    | Власти КНР отменили крепостное право в Тибетском автономном районе.                            |
| 1959                                                                   | Иордания                            | Подписано соглашение           | Конвенция о рабстве 1926 года          |                                                                                                |
| 1959                                                                   | Марокко                             | Подписано соглашение           | Конвенция о рабстве 1926 года          |                                                                                                |
| 1959                                                                   | Украинская ССР (СССР)               | Подписано соглашение           | Конвенция о рабстве 1926 года          |                                                                                                |
| 1960                                                                   | Нигер                               | Рабство отменено ·             |                                        | [ 54 ]                                                                                         |
| 1960                                                                   | Нигерия                             | Рабство отменено ·             |                                        |                                                                                                |
| 1961                                                                   | Ирландия                            | Подписано соглашение           |                                        |                                                                                                |
| 1961                                                                   | Нигерия                             | Подписано соглашение           |                                        |                                                                                                |
| 1962                                                                   | Саудовская Аравия                   | Рабство отменено ·             |                                        | [ 55 ]                                                                                         |
| 1962                                                                   | Северный Йемен                      | Рабство отменено ·             | Йеменская революция 1962 года          |                                                                                                |
| 1962                                                                   | Бельгия                             | Подписано соглашение           | Конвенция о рабстве 1926 года          |                                                                                                |
| 1962                                                                   | Сьерра-Леоне                        | Подписано соглашение           | Конвенция о рабстве 1926 года          |                                                                                                |
| 1962                                                                   | Республика Танганьика               | Подписано соглашение           | Конвенция о рабстве 1926 года          |                                                                                                |
| 1963                                                                   | Алжир                               | Подписано соглашение           | Конвенция о рабстве 1926 года          |                                                                                                |
| 1963                                                                   | Гвинея                              | Подписано соглашение           | Конвенция о рабстве 1926 года          |                                                                                                |
| 1963                                                                   | Кувейт                              | Подписано соглашение           | Конвенция о рабстве 1926 года          |                                                                                                |
| 1963                                                                   | Непал                               | Подписано соглашение           | Конвенция о рабстве 1926 года          |                                                                                                |
| 1963                                                                   | Франция                             | Подписано соглашение           | Конвенция о рабстве 1926 года          |                                                                                                |
| 1964                                                                   | Договорный Оман                     | Рабство отменено ·             |                                        |                                                                                                |
| 1964                                                                   | Мадагаскар                          | Подписано соглашение           | Конвенция о рабстве 1926 года          |                                                                                                |
| 1964                                                                   | Нигер                               | Подписано соглашение           | Конвенция о рабстве 1926 года          |                                                                                                |
| 1964                                                                   | Уганда                              | Подписано соглашение           | Конвенция о рабстве 1926 года          |                                                                                                |
| 1964                                                                   | Ямайка                              | Подписано соглашение           | Конвенция о рабстве 1926 года          |                                                                                                |
| 1965                                                                   | Малави                              | Подписано соглашение           | Конвенция о рабстве 1926 года          |                                                                                                |
| 1966                                                                   | США                                 | Принудительный труд запрещён · |                                        |                                                                                                |
| 1966                                                                   | Бразилия                            | Подписано соглашение           | Конвенция о рабстве 1926 года          |                                                                                                |
| 1966                                                                   | Мальта                              | Подписано соглашение           | Конвенция о рабстве 1926 года          |                                                                                                |
| 1966                                                                   | Тринидад и Тобаго                   | Подписано соглашение           | Конвенция о рабстве 1926 года          |                                                                                                |
| 1966                                                                   | Тунис                               | Подписано соглашение           | Конвенция о рабстве 1926 года          |                                                                                                |
| 1968                                                                   | Монголия                            | Подписано соглашение           | Конвенция о рабстве 1926 года          |                                                                                                |
| 1969                                                                   | Маврикий                            | Подписано соглашение           | Конвенция о рабстве 1926 года          |                                                                                                |
| 1969                                                                   | Эфиопия                             | Подписано соглашение           | Конвенция о рабстве 1926 года          |                                                                                                |
| 1970                                                                   | Оман                                | Рабство отменено ·             |                                        | [ 56 ]                                                                                         |
| 1972                                                                   | Фиджи                               | Подписано соглашение           | Конвенция о рабстве 1926 года          |                                                                                                |
| 1973                                                                   | Замбия                              | Подписано соглашение           | Конвенция о рабстве 1926 года          |                                                                                                |
| 1973                                                                   | Мали                                | Подписано соглашение           | Конвенция о рабстве 1926 года          |                                                                                                |
| 1973                                                                   | Саудовская Аравия                   | Подписано соглашение           | Конвенция о рабстве 1926 года          |                                                                                                |
| 1973                                                                   | ФРГ                                 | Подписано соглашение           | Конвенция о рабстве 1926 года          |                                                                                                |
| 1974                                                                   | Лесото                              | Подписано соглашение           | Конвенция о рабстве 1926 года          |                                                                                                |
| 1975                                                                   | Камбоджа                            | Принудительный труд введён ·   | Геноцид в Камбодже                     | Правление Красных Кхмеров в Камбодже с 1975 по 1979 год.                                       |
| 1976                                                                   | Багамские Острова                   | Подписано соглашение           | Конвенция о рабстве 1926 года          |                                                                                                |
| 1976                                                                   | Барбадос                            | Подписано соглашение           | Конвенция о рабстве 1926 года          |                                                                                                |
| 1981                                                                   | Мавритания                          | Рабство отменено ·             |                                        | Последняя страна, официально отменившая рабство.                                               |
| 1981                                                                   | Сент-Винсент и Гренадины            | Подписано соглашение           | Конвенция о рабстве 1926 года          |                                                                                                |
| 1981                                                                   | Соломоновы Острова                  | Подписано соглашение           | Конвенция о рабстве 1926 года          |                                                                                                |
| 1982                                                                   | Папуа — Новая Гвинея                | Подписано соглашение           | Конвенция о рабстве 1926 года          |                                                                                                |
| 1983                                                                   | Боливия                             | Подписано соглашение           | Конвенция о рабстве 1926 года          |                                                                                                |
| 1983                                                                   | Гватемала                           | Подписано соглашение           | Конвенция о рабстве 1926 года          |                                                                                                |
| 1984                                                                   | Камерун                             | Подписано соглашение           | Конвенция о рабстве 1926 года          |                                                                                                |
| 1985                                                                   | Бангладеш                           | Подписано соглашение           | Конвенция о рабстве 1926 года          |                                                                                                |
| 1986                                                                   | Кипр                                | Подписано соглашение           | Конвенция о рабстве 1926 года          |                                                                                                |
| 1986                                                                   | Мавритания                          | Подписано соглашение           | Конвенция о рабстве 1926 года          |                                                                                                |
| 1986                                                                   | Никарагуа                           | Подписано соглашение           | Конвенция о рабстве 1926 года          |                                                                                                |
| 1987                                                                   | Северный Йемен                      | Подписано соглашение           | Конвенция о рабстве 1926 года          |                                                                                                |
| 1990                                                                   | Бахрейн                             | Подписано соглашение           | Конвенция о рабстве 1926 года          |                                                                                                |
| 1990                                                                   | Сент-Люсия                          | Подписано соглашение           | Конвенция о рабстве 1926 года          |                                                                                                |
| 1992                                                                   | Хорватия                            | Подписано соглашение           | Конвенция о рабстве 1926 года          |                                                                                                |
| 1993                                                                   | Босния и Герцеговина                | Подписано соглашение           | Конвенция о рабстве 1926 года          |                                                                                                |
| 1994                                                                   | Доминика                            | Подписано соглашение           | Конвенция о рабстве 1926 года          |                                                                                                |
| 1995                                                                   | Чили                                | Подписано соглашение           | Конвенция о рабстве 1926 года          |                                                                                                |
| 1996                                                                   | Азербайджан                         | Подписано соглашение           | Конвенция о рабстве 1926 года          | Повторная ратификация соглашения после обретения независимости от СССР в 1991 году.            |
| 1997                                                                   | Кыргызстан                          | Подписано соглашение           | Конвенция о рабстве 1926 года          | Повторная ратификация соглашения после обретения независимости от СССР в 1991 году.            |
| 1997                                                                   | Туркменистан                        | Подписано соглашение           | Конвенция о рабстве 1926 года          | Повторная ратификация соглашения после обретения независимости от СССР в 1991 году.            |
| 2001                                                                   | Сербия и Черногория                 | Подписано соглашение           | Конвенция о рабстве 1926 года          |                                                                                                |
| 2001                                                                   | Уругвай                             | Подписано соглашение           | Конвенция о рабстве 1926 года          |                                                                                                |
| 2003                                                                   | Нигер                               | Рабовладение запрещено ·       |                                        | [ 54 ]                                                                                         |
| 2006                                                                   | Черногория                          | Подписано соглашение           | Конвенция о рабстве 1926 года          |                                                                                                |
| 2007                                                                   | Мавритания                          | Рабовладение запрещено ·       |                                        | [ 60 ]                                                                                         |
| 2007                                                                   | Парагвай                            | Подписано соглашение           | Конвенция о рабстве 1926 года          |                                                                                                |
| 2008                                                                   | Казахстан                           | Подписано соглашение           | Конвенция о рабстве 1926 года          |                                                                                                |
| 2013                                                                   | США                                 | Рабство отменено ·             | Тринадцатая поправка к Конституции США | штат Миссисипи последним из американских штатов ратифицировал 13-ю поправку к Конституции США. |

## Комментарии
1. ↑  Ныне Республика Гаити
2. ↑  Ныне Мьянма.
3. ↑  Ныне Шри-Ланка.
4. ↑  Ныне Танзания.